# Distrito de Évora
O distrito de Évora é um distrito português, localizado no sudeste do país. Limita a norte com o distrito de Portalegre, a leste com a Espanha, a sul com o distrito de Beja, a oeste com o distrito de Setúbal e a noroeste com o distrito de Santarém.
Tem uma área total de 7 393 km², sendo o 2.° distrito com a maior área de todos os distritos nacionais. Em 2022, registou uma população de 152 853 habitantes, sendo o 16.° distrito mais populoso do país. O distrito tem uma densidade populacional de 20 habitantes por km², que se dividem em 14 municípios e em 69 freguesias.

## Subdivisões

### Municípios
O distrito de Évora subdivide-se nos seguintes catorze municípios:
| Brasão | Município             | População (2021) | Área (km²) | Densidade (hab./km²) | N.º Freg. |
| ------ | --------------------- | ---------------- | ---------- | -------------------- | --------- |
|        | Alandroal             | 5 007            | 542,68     | 9,23                 | 4         |
|        | Arraiolos             | 6 606            | 683,75     | 9,66                 | 5         |
|        | Borba                 | 6 428            | 145,19     | 44,27                | 4         |
|        | Estremoz              | 12 688           | 513,8      | 24,7                 | 9         |
|        | Évora                 | 53 569           | 1 307,08   | 41                   | 12        |
|        | Montemor-o-Novo       | 15 803           | 1 232,97   | 12,82                | 7         |
|        | Mora                  | 4 128            | 443,95     | 9,3                  | 4         |
|        | Mourão                | 2 353            | 278,63     | 8,44                 | 3         |
|        | Portel                | 5 745            | 601,01     | 9,56                 | 6         |
|        | Redondo               | 6 287            | 369,51     | 17,01                | 2         |
|        | Reguengos de Monsaraz | 9 875            | 464        | 21,28                | 4         |
|        | Vendas Novas          | 11 240           | 222,39     | 50,54                | 2         |
|        | Viana do Alentejo     | 5 323            | 393,67     | 13,52                | 3         |
|        | Vila Viçosa           | 7 385            | 194,86     | 37,9                 | 4         |

Na atual divisão principal do país, o distrito encontra-se integrado na região do Alentejo e corresponde por inteiro à subregião do Alentejo Central, em resumo:
- Região Alentejo
  - Alentejo Central
    - Alandroal
    - Arraiolos
    - Borba
    - Estremoz
    - Évora
    - Montemor-o-Novo
    - Mora
    - Mourão
    - Portel
    - Redondo
    - Reguengos de Monsaraz
    - Vendas Novas
    - Viana do Alentejo
    - Vila Viçosa

### Cidades
- Borba
- Estremoz
- Évora
- Montemor-o-Novo
- Reguengos de Monsaraz
- Vendas Novas

### Vilas
- Alandroal
- Arraiolos
- Mora
- Mourão
- Portel
- Redondo
- Santiago do Escoural (Montemor-o-Novo)
- São Manços (Évora)
- São Miguel de Machede (Évora)
- Viana do Alentejo
- Vila Viçosa

## População
| Número de habitantes | Número de habitantes | Número de habitantes | Número de habitantes | Número de habitantes | Número de habitantes | Número de habitantes | Número de habitantes | Número de habitantes | Número de habitantes | Número de habitantes | Número de habitantes | Número de habitantes | Número de habitantes | Número de habitantes | Número de habitantes |
| -------------------- | -------------------- | -------------------- | -------------------- | -------------------- | -------------------- | -------------------- | -------------------- | -------------------- | -------------------- | -------------------- | -------------------- | -------------------- | -------------------- | -------------------- | -------------------- |
| 1864                 | 1878                 | 1890                 | 1900                 | 1911                 | 1920                 | 1930                 | 1940                 | 1950                 | 1960                 | 1970                 | 1981                 | 1991                 | 2001                 | 2011                 | 2021                 |
| 102148               | 113948               | 121625               | 128842               | 150020               | 155917               | 179036               | 209956               | 221881               | 219916               | 178538               | 180277               | 173654               | 173654               | 166726               | 152436               |

## Geografia física
A geografia física do distrito de Évora é bastante uniforme, com a planície a dominar a paisagem quase por completo, com altitudes que na maior parte do território ondulam entre os 200 e os 400 m, interrompida aqui e ali por vales e por serras com vertentes pouco inclinadas e semeada de barragens relativamente extensas.
A única excepção é o vale do rio Guadiana, que atravessa a extremidade sueste do distrito e que por vezes é bastante profundo, com especial destaque para a região de Alqueva, onde o vale chega ter mais de 100 m de profundidade relativamente aos terrenos circundantes. Por esse motivo, foi essa a localização escolhida para a represa da barragem de Alqueva que, quando estiver completamente cheia, irá gerar o maior lago artificial da Europa.
O Guadiana é o centro de uma das três bacias hidrográficas em que se divide o distrito, e é a sua aquela que mais território ocupa no distrito. São suas afluentes uma série de ribeiras que, em geral, correm de noroeste para sueste e desaguam na margem direita do rio (Degebe, Álamo, Azebel, Lucefece), embora a margem esquerda também receba a ribeira de Alcarache, que vem de Espanha, correndo de és-nordeste para oés-sudoeste. O terço ocidental do distrito divide-se entre as bacias hidrográficas do Sado, a sul, e do Tejo, a norte. Para o Sado correm rios e ribeiras com um curso que é geralmente de nordeste para sudoeste ou de leste para oeste (rio Xarrama e ribeiras de Odivelas, Alcáçovas, São Cristóvão, São Martinho, Marateca, etc.); para o Tejo, correm ribeiras com um curso, enquanto dentro do distrito de Évora, que é quase sempre de sueste para noroeste (ribeiras de Canha, Lavre, Rio Vide, Divor, Raia, etc.).
A maior parte destes pequenos cursos de água nascem numa das serras de pequena altitude que interrompem a planície: a serra de Monfurado, a oeste (424 m de altitude máxima), a derra de Mendro, a sul (412 m) e a derra de Ossa, a norte (653 m), Estremoz (451 m) e Arraiolos (412 m) a norte  .
O distrito tem bastantes barragens. Além da já referida barragem do Alqueva, no Guadiana, há ainda a barragem de Monte Novo, na ribeira de Degebe, a albufeira de Torres, na ribeira de Azambuja, a barragem da Vigia, num afluente da Ribeira de Pardiela, a barragem de Lucefece, na ribeira homónima, a barragem do Alvito (embora a represa fique situada no distrito de Beja), na ribeira de Odivelas, a barragem de Nossa Senhora da Tourega, na ribeira das Alcáçovas e a barragem do Divor, na ribeira homónima. Há, ainda, várias barragens e açudes mais pequenos.
Vários monumentos e lugares importantes, nomeadamente o Templo Romano, a Sé, a Biblioteca Pública de Évora, inúmeras igrejas, o Palácio de Dom Manuel, a Praça do Giraldo, entre outros.

## Política

### Eleições legislativas
| Ano  | %    | D   | %           | D           | %       | D       | %       | D       | %      | D      | %   | D   | %    | D  | %    | D   | %    | D   | %   | D   | %    | D    | %   | D   | %       | D       | % | D | %  | D  | %  | D  |
| Ano  | PS   | PS  | PCP/APU/CDU | PCP/APU/CDU | MDP/CDE | MDP/CDE | PPD/PSD | PPD/PSD | CDS-PP | CDS-PP | UDP | UDP | AD   | AD | FRS  | FRS | PRD  | PRD | PSN | PSN | B.E. | B.E. | PAN | PAN | PSD CDS | PSD CDS | L | L | CH | CH | IL | IL |
| ---- | ---- | --- | ----------- | ----------- | ------- | ------- | ------- | ------- | ------ | ------ | --- | --- | ---- | -- | ---- | --- | ---- | --- | --- | --- | ---- | ---- | --- | --- | ------- | ------- | - | - | -- | -- | -- | -- |
| 1975 | 37,9 | 3   | 37,1        | 2           | 7,8     | –       | 6,9     | –       | 2,8    | –      | 0,9 | –   |      |    |      |     |      |     |     |     |      |      |     |     |         |         |   |   |    |    |    |    |
| 1976 | 30,3 | 2   | 43,0        | 4           |         |         | 9,2     | –       | 8,0    | –      | 2,6 | –   |      |    |      |     |      |     |     |     |      |      |     |     |         |         |   |   |    |    |    |    |
| 1979 | 16,9 | 1   | 48,8        | 3           | APU     | APU     | AD      | AD      | AD     | AD     | 1,7 | –   | 26,9 | 1  |      |     |      |     |     |     |      |      |     |     |         |         |   |   |    |    |    |    |
| 1980 | FRS  | FRS | 45,7        | 3           | APU     | APU     | AD      | AD      | AD     | AD     | 0,9 | –   | 29,2 | 1  | 18,6 | 1   |      |     |     |     |      |      |     |     |         |         |   |   |    |    |    |    |
| 1983 | 23,9 | 1   | 47,6        | 3           | APU     | APU     | 18,6    | 1       | 4,5    | –      | 0,8 | –   |      |    |      |     |      |     |     |     |      |      |     |     |         |         |   |   |    |    |    |    |
| 1985 | 14,3 | 1   | 41,2        | 2           | APU     | APU     | 19,1    | 1       | 3,3    | –      | 1,1 | –   | 15,8 | 1  |      |     |      |     |     |     |      |      |     |     |         |         |   |   |    |    |    |    |
| 1987 | 15,5 | –   | 36,1        | 2           | 0,8     | –       | 32,1    | 2       | 2,1    | –      | 0,6 | –   | 7,7  | –  |      |     |      |     |     |     |      |      |     |     |         |         |   |   |    |    |    |    |
| 1991 | 26,0 | 1   | 27,0        | 1           |         |         | 35,0    | 2       | 2,8    | –      | –   | –   | 0,8  | –  | 1,4  | –   |      |     |     |     |      |      |     |     |         |         |   |   |    |    |    |    |
| 1995 | 42,6 | 2   | 26,9        | 1           | 20,1    | 1       | 5,2     | –       | 0,8    | –      |     |     | –    | –  |      |     |      |     |     |     |      |      |     |     |         |         |   |   |    |    |    |    |
| 1999 | 45,6 | 2   | 24,6        | 1           | 18,7    | 1       | 5,0     | –       |        |        | 0,2 | –   | 1,5  | –  |      |     |      |     |     |     |      |      |     |     |         |         |   |   |    |    |    |    |
| 2002 | 42,7 | 1   | 21,8        | 1           | 25,3    | 1       | 4,6     | –       |        |        | 1,8 | –   |      |    |      |     |      |     |     |     |      |      |     |     |         |         |   |   |    |    |    |    |
| 2005 | 49,7 | 2   | 20,9        | 1           | 16,7    | –       | 3,7     | –       | 4,6    | –      |     |     |      |    |      |     |      |     |     |     |      |      |     |     |         |         |   |   |    |    |    |    |
| 2009 | 35,0 | 1   | 22,3        | 1           | 19,0    | 1       | 6,4     | –       | 11,1   | –      |     |     |      |    |      |     |      |     |     |     |      |      |     |     |         |         |   |   |    |    |    |    |
| 2011 | 29,1 | 1   | 22,1        | 1           | 27,5    | 1       | 8,7     | –       | 4,9    | –      | 0,8 | –   |      |    |      |     |      |     |     |     |      |      |     |     |         |         |   |   |    |    |    |    |
| 2015 | 37,5 | 1   | 21,9        | 1           | CDS     | CDS     | PSD     | PSD     | 8,6    | –      | 0,9 | –   | 24,0 | 1  | 0,4  | –   |      |     |     |     |      |      |     |     |         |         |   |   |    |    |    |    |
| 2019 | 38,3 | 2   | 18,9        | 1           | 17,5    | –       | 3,4     | –       | 8,9    | –      | 2,0 | –   |      |    | 0,7  | –   | 2,2  | –   | 0,7 | –   |      |      |     |     |         |         |   |   |    |    |    |    |
| 2022 | 43,9 | 2   | 14,6        | –           | 21,4    | 1       | 1,1     | –       | 3,3    | –      | 0,8 | –   | 0,6  | –  | 9,1  | –   | 2,5  | –   |     |     |      |      |     |     |         |         |   |   |    |    |    |    |
| 2024 | 32,8 | 1   | 10,9        | –           | AD      | AD      | AD      | AD      | 22,4   | 1      | 4,3 | –   | 1,1  | –  | 2,0  | –   | 20,0 | 1   | 2,5 | –   |      |      |     |     |         |         |   |   |    |    |    |    |

### Deputados Eleitos pelo Distrito de Évora
| Eleição | Deputados                 | Deputados                        | Deputados                     | Deputados                      | Deputados                        | Deputados                          | Deputados                     | Deputados                     | Deputados                      | Deputados                    | Deputados                      | Deputados |
| ------- | ------------------------- | -------------------------------- | ----------------------------- | ------------------------------ | -------------------------------- | ---------------------------------- | ----------------------------- | ----------------------------- | ------------------------------ | ---------------------------- | ------------------------------ | --------- |
| 1975    |                           | Pedro Albuquerque Coelho (PS)    |                               | Etelvina Lopes de Almeida (PS) |                                  | Joaquim Laranjeira Penderlico (PS) |                               | Dinis Fernandes Miranda (PCP) |                                | Manuel Nobre de Gusmão (PCP) |                                |           |
| 1976    |                           | Manuel Nobre de Gusmão (PCP)     |                               | Custódio Gingão (PCP)          |                                  | Raul Luís Rodrigues (PCP)          | José Paiva Jara (PCP)         |                               | António Machado Rodrigues (PS) |                              | Etelvina Lopes de Almeida (PS) |           |
| 1979    | António Gervásio (PCP)    | José Idelfonso Oliveira (PCP)    | Josefina Maria Andrade (PCP)  |                                | Francisco de Sousa Tavares (PSD) | Manuel Francisco da Costa (PS)     |                               |                               |                                |                              |                                |           |
| 1980    | António Gervásio (PCP)    | José Idelfonso Oliveira (PCP)    | Custódio Gingão (PCP)         |                                | Francisco de Sousa Tavares (PSD) | Manuel Francisco da Costa (PS)     |                               |                               |                                |                              |                                |           |
| 1983    | António Murteira (PCP)    | Custódio Gingão (PCP)            | António Vidigal Amaro (PCP)   |                                | Paulo Manuel Barral (PS)         |                                    | Mariana Calhau Perdigão (PSD) |                               |                                |                              |                                |           |
| 1985    | António Gervásio (PCP)    | Custódio Gingão (PCP)            |                               | Luís Capoulas (PSD)            |                                  | Joaquim Carmelo Lobo (PRD)         |                               | António Barreto (PS)          |                                |                              |                                |           |
| 1987    | Lino de Carvalho (PCP)    | António Vidigal Amaro (PCP)      |                               | Luís Capoulas (PSD)            | Armando Guerreiro da Cunha (PSD) |                                    |                               |                               |                                |                              |                                |           |
| 1991    |                           | Joaquim Ferreira do Amaral (PSD) |                               | Luís Capoulas (PSD)            |                                  | Lino de Carvalho (PCP)             |                               | Luís Capoulas Santos (PS)     |                                |                              |                                |           |
| 1995    |                           | Luís Capoulas Santos (PS)        |                               | Carlos Zorrinho (PS)           |                                  | Lino de Carvalho (PCP)             | Manuela Ferreira Leite (PSD)  |                               |                                |                              |                                |           |
| 1999    | Maria do Céu Ramos (PSD)  | Luís Capoulas Santos (PS)        |                               | Carlos Zorrinho (PS)           |                                  | Lino de Carvalho (PCP)             |                               |                               |                                |                              |                                |           |
| 2002    |                           | Luís Capoulas Santos (PS)        | Luís Capoulas (PSD)           |                                |                                  | Lino de Carvalho (PCP)             |                               |                               |                                |                              |                                |           |
| 2005    | Carlos Zorrinho (PS)      |                                  | Henrique António Troncho (PS) | Abílio Dias Fernandes (PCP)    |                                  |                                    |                               |                               |                                |                              |                                |           |
| 2009    | Carlos Zorrinho (PS)      |                                  | João Oliveira (PCP)           |                                | Luís Capoulas (PSD)              |                                    |                               |                               |                                |                              |                                |           |
| 2011    | Carlos Zorrinho (PS)      |                                  | Pedro Lynce (PSD)             |                                | João Oliveira (PCP)              |                                    |                               |                               |                                |                              |                                |           |
| 2015    | Luís Capoulas Santos (PS) | António Costa Silva (PSD)        |                               |                                | João Oliveira (PCP)              |                                    |                               |                               |                                |                              |                                |           |
| 2019    | Luís Capoulas Santos (PS) |                                  | Norberto Patinho (PS)         |                                | João Oliveira (PCP)              |                                    |                               |                               |                                |                              |                                |           |
| 2022    | Luís Capoulas Santos (PS) |                                  | Norberto Patinho (PS)         | Sónia Ramos (PSD)              |                                  |                                    |                               |                               |                                |                              |                                |           |
| 2024    | Luís Dias (PS)            |                                  | Sónia Ramos (PSD)             |                                | Rui Cristina (CH)                |                                    |                               |                               |                                |                              |                                |           |
| 2025    | Luís Dias (PS)            |                                  | Jorge Galveias (CH)           |                                | Francisco Figueira (PSD)         |                                    |                               |                               |                                |                              |                                |           |

### Eleições Autárquicas[7]
Abaixo encontra-se uma tabela com o partido pelo qual foram eleitos os presidentes das 14 câmaras do distrito de Évora desde 1976. É de destacar a FEPU/APU/CDU como uma grande força autárquica do distrito, que chegou a ter 13 das 14 câmaras e foi a primeira força durante os primeiros 25 anos de eleições autárquicas. A partir de 2005, no entanto, o PS claramente superou os resultados dos comunistas e verdes, tendo atualmente maioria do número de câmaras e votos. Destaca-se também a subida recente dos partidos de direita (PSD sozinho ou coligado com o CDS), que atualmente detêm 4 câmaras, e também os grupos de cidadãos, que encontram uma tração relativamente grande neste distrito, tendo chegado a ter 3 câmaras. Por fim, refere-se a existência de um bastião, no concelho de Arraiolos, onde a coligação liderada pelo PCP sempre teve maioria absoluta de votos. 
| Data | Alandroal | Alandroal | Arraiolos | Arraiolos | Borba | Borba | Estremoz | Estremoz | Évora | Évora | Montemor-o-Novo | Montemor-o-Novo | Mora | Mora | Mourão  | Mourão | Portel | Portel | Redondo | Redondo | Reguengos de Monsaraz | Reguengos de Monsaraz | Vendas Novas | Vendas Novas | Viana do Alentejo | Viana do Alentejo | Vila Viçosa | Vila Viçosa |
| ---- | --------- | --------- | --------- | --------- | ----- | ----- | -------- | -------- | ----- | ----- | --------------- | --------------- | ---- | ---- | ------- | ------ | ------ | ------ | ------- | ------- | --------------------- | --------------------- | ------------ | ------------ | ----------------- | ----------------- | ----------- | ----------- |
| 1976 |           | FEPU      |           | FEPU      |       | FEPU  |          | FEPU     |       | FEPU  |                 | FEPU            |      | FEPU |         | PS     |        | FEPU   |         | FEPU    |                       | PS                    |              | FEPU         |                   | FEPU              |             | FEPU        |
| 1979 | APU       | APU       | APU       | APU       | APU   | APU   | APU      |          | PSD   | APU   | APU             | APU             | APU  | APU  |         |        |        |        |         |         |                       | PS                    |              |              |                   |                   |             |             |
| 1982 | APU       | APU       | APU       | APU       | APU   | APU   | APU      |          | APU   | APU   | APU             | APU             | APU  | APU  |         |        |        |        |         |         |                       | PS                    |              |              |                   |                   |             |             |
| 1985 | APU       | APU       |           | PS        | APU   | APU   | APU      |          | PS    | APU   | APU             | APU             | APU  | APU  |         | PSD    |        |        |         |         |                       | PS                    |              |              |                   |                   |             |             |
| 1989 | CDU       | CDU       |           | CDU       | CDU   | CDU   | CDU      |          | PS    | CDU   | CDU             | CDU             | CDU  |      | PS      |        | PS     |        |         |         |                       | PS                    |              |              |                   |                   |             |             |
| 1993 | CDU       | CDU       |           | CDU       | CDU   | CDU   | CDU      | CDU      |       | PS    | CDU             | CDU             | CDU  |      | CDU     |        | PSD    |        |         |         |                       | PS                    |              |              |                   |                   |             |             |
| 1997 | CDU       | CDU       |           | CDU       | CDU   | CDU   | CDU      | CDU      | PS    | PS    |                 | CDU             | CDU  | CDU  | CDU     |        |        |        |         |         |                       | PS                    |              |              |                   |                   |             |             |
| 2001 |           | CDU       | PS        |           | PS    | CDU   | CDU      | CDU      | PS    | PS    |                 | CDU             | CDU  | CDU  | CDU     | PS     |        |        |         |         |                       | PS                    |              |              |                   |                   |             |             |
| 2005 |           | CDU       | PS        | PS        | PS    | CDU   | CDU      |          | PS    | PS    | Ind.            |                 | CDU  | CDU  | CDU     | PS     |        |        |         |         |                       | PS                    |              |              |                   |                   |             |             |
| 2009 |           | CDU       | Ind.      |           | PS    | CDU   | CDU      | Ind.     | PS    | PS    | Ind.            |                 | CDU  | PS   |         | PS     | PS     |        |         |         |                       | PS                    |              |              |                   |                   |             |             |
| 2013 |           | CDU       | CDU       |           | Ind.  | CDU   | CDU      | Ind.     | PS    | PS    | Ind.            |                 | CDU  | PS   |         | PS     |        | CDU    |         |         |                       | PS                    |              |              |                   |                   |             |             |
| 2017 |           | CDU       | PS        |           | Ind.  | CDU   | CDU      | Ind.     | PS    | PS    | Ind.            |                 | CDU  | PS   |         | PS     |        | CDU    |         |         |                       | PS                    |              |              |                   |                   |             |             |
| 2021 |           | CDU       | PS        | PS        | Ind.  |       | PS       |          | PS    | PS    |                 | PSD-CDS         | CDU  |      | PSD-CDS | PS     |        | PSD    |         | CDU     |                       | PSD-CDS               |              |              |                   |                   |             |             |

Legenda:
- FEPU - Frente Eleitoral Povo Unido
- APU - Aliança Povo Unido
- CDU - Coligação Democrática Unitária
- PS - Partido Socialista
- PSD - Partido Social Democrata
- PSD-CDS - Coligação Partido Social Democrata - Centro Democrático Social
- IND - Grupo de Cidadãos

## Património
- Lista de património edificado no distrito de Évora